# マレイン反応
マレイン反応（英: mallein test）は、ウマ科（ウマ、ロバ、ラバ）の疾病である鼻疽の鋭敏かつ特異的な臨床検査法。
マレインは鼻疽の病原体（鼻疽菌、学名：Burkholderia mallei）タンパク質分画の1つであり、これを眼瞼への皮内接種あるいは点眼する。感染動物は1-2日で著明な眼瞼腫脹を呈する。